# 히라마쓰 쇼
히라마쓰 쇼(일본어: 平松 昇, 1998년 11월 26일~)는 일본의 축구 선수이다.

## 구단 경력
그는 2020년 J1리그의 쇼난 벨마레에 입단했다. 2021년 8월 J2리그의 츠바이겐 가나자와로 이적했다. 2022년까지 51경기에 출전하여, 4득점을 넣었다. 2023년 J3리그의 FC 류큐로 이적했다.